# Metoda Sheparda
Metoda Sheparda – sposób aproksymacji wielowymiarowej dla rozproszonych zbiorów znanych punktów aproksymacyjnych.
Ogólna postać metody Sheparda dla znalezienia wartości aproksymowanej {\displaystyle u} dla danego punktu {\displaystyle \mathbf {x} } ma formę funkcji:
{\displaystyle u(\mathbf {x} )={\frac {\sum _{k=0}^{N}{w_{k}(\mathbf {x} )u_{k}}}{\sum _{k=0}^{N}{w_{k}(\mathbf {x} )}}},}
gdzie:
{\displaystyle w_{k}(\mathbf {x} )={\frac {1}{d(\mathbf {x} ,\mathbf {x} _{k})^{p}}}} – współczynnik wagowy wprowadzony przez Sheparda,
{\displaystyle \mathbf {x} } – dowolny punkt aproksymowany,
{\displaystyle \mathbf {x} _{k}} – znany punkt aproksymacyjny,
{\displaystyle d} – określony operatorem metryki,
{\displaystyle N} – całkowita liczba punktów aproksymacyjnych,
{\displaystyle p} – parametr.
W tym przypadku wartość współczynnika wagowego zmniejsza się wraz ze wzrostem odległości pomiędzy punktem aproksymowanym {\displaystyle \mathbf {x} } a punktem aproksymującym {\displaystyle \mathbf {x} _{k}.} Dla {\displaystyle 0<p<1} {\displaystyle u(\mathbf {x} )} ma ostre wierzchołki nad punktami aproksymującymi, a dla {\displaystyle p>1} jest gładka. Najczęściej przyjmuje się {\displaystyle p=2.}
Metoda Sheparda wynika z minimalizacji funkcjonału określającego miarę odchyłek pomiędzy punktem aproksymowanym i odpowiadającą mu wartością aproksymowaną a krotkami punktów aproksymacyjnych {\displaystyle \{\mathbf {x} _{k},} {\displaystyle u_{k}\},} zdefiniowanego jako:
{\displaystyle \phi (\mathbf {x} ,u)=\left(\sum _{k=0}^{N}{\frac {(u-u_{k})^{2}}{d(\mathbf {x} ,\mathbf {x} _{k})^{p}}}\right)^{\frac {1}{p}}}
oraz warunku minimalizacji:
{\displaystyle {\frac {\partial \phi (\mathbf {x} ,u)}{\partial u}}=0.}

## Modyfikacja Liszki
Modyfikacja metody Sheparda została zaproponowana w pracy Liszki w zastosowaniach do zagadnień aproksymacyjnych mechaniki doświadczalnej. Zaproponowano tu nowy współczynnik wagowy:
{\displaystyle w_{k}(\mathbf {x} )={\frac {1}{(d(\mathbf {x} ,\mathbf {x} _{k})^{2}+\varepsilon ^{2})^{\frac {1}{2}}}},}
gdzie {\displaystyle \varepsilon } dobiera się w zależności od błędu pomiaru punktów aproksymacyjnych.